# 麥金高原
84°57′S 64°0′W / 84.950°S 64.000°W
麥金高原（英語：Mackin Table）是南極洲的高原，位於伊利沙伯女皇地，屬於彭薩科拉山脈中帕圖克森特山脈的一部分，長37公里，美國地質調查局根據測量和該國海軍的空中照片繪入地圖，現時由南極條約體系管理。